# Alaouitedynastin
Alaouitedynastin är den kungaätt som regerar Marocko sedan 1666. Namnet är härlett från dess stamfader, Al-Raschid (eller Ali Cherif), som blev sultan av Marocko 1666. Al-Raschid erbjöds Marockos tron av folket i staden Fès. Hans ättling Mohammed VI är Marockos nuvarande kung sedan 1999.
Marocko upplevde sin allra mäktigaste tid under brodern till Al-Raschid, Mulei Ismail (1672–1727). Han var en äkta despot, handlingskraftig och grym, och organiserade en mycket respektabel armé.